# Stocksund
Stocksund est une ville de la banlieue de Stockholm, en Suède.
Stocksund est l'une des quatre sections de la commune de Danderyd, située au nord de Stockholm. Elle est habitée par des personnes de la classe supérieure.